# Smitten
Smitten ist eine österreichische Rockband aus Graz. 2005 nahm sie am Bandwettbewerb Ö3 Soundcheck teil, scheiterte aber im Finale. Trotzdem konnte sie einen Plattenvertrag bei EMI Music Austria unterzeichnen. Neben Shiver, Aschenputtel und Rising Girl ist sie eine der wenigen Bands des ersten Wettbewerbs, die nachher eine Chartplatzierung erreichen konnten. Im Frühling 2005 widmete die Band dem Arbeitsmarktservice den Song Jeden Tag. 